# Тит Помпоний Атик
Тит Помпоний Атик или Квинт Цецилий Помпониан (на латински: Titus Pomponius Atticus, Quintus Caecilius Pomponianus; * края на 110 пр.н.е.; † 31 март 32 пр.н.е.) e римски конник от фамилията на Помпониите, която произлиза от римския цар Нума Помпилий.
Той е близък приятел на Цицерон. Някои писма на Цицерон до Атик са останали запазени. Като дете той учи заедно с Цицерон, Гай Марий Младши и Луций Манлий Торкват (консул 65 пр.н.е.).
От 86 до 65 пр.н.е. (с прекъсване) Атик живее в Атина, където отказва предложението да получи гражданство. От наследството на рано починалият му баща и чичо му от фамилията на Цецилиите, който в завещанието си го осиновява, Атик има голямо богатство. През гражданските войни той остава неутрален. Тит Атик, страда от сериозно заболяване и се самоубива през 32 пр.н.е.
Атик се жени вече доста възрастен през 56 пр.н.е. за Цецилия Пилия, по майчина линия внучка на Марк Лициний Крас. Те имат щастлив брак. Пилия умира 46 пр.н.е. Двамата имат син и дъщеря. Дъщеря му Помпония Цецилия Атика (* 51 пр.н.е.), е първата съпруга на Марк Випсаний Агрипа и майка на Випсания Агрипина, която е съпруга на император Тиберий до 12 пр.н.е.